# Mądrostki
Mądrostki (Śmiara, Śmiera, Zmiara) – polski herb szlachecki.

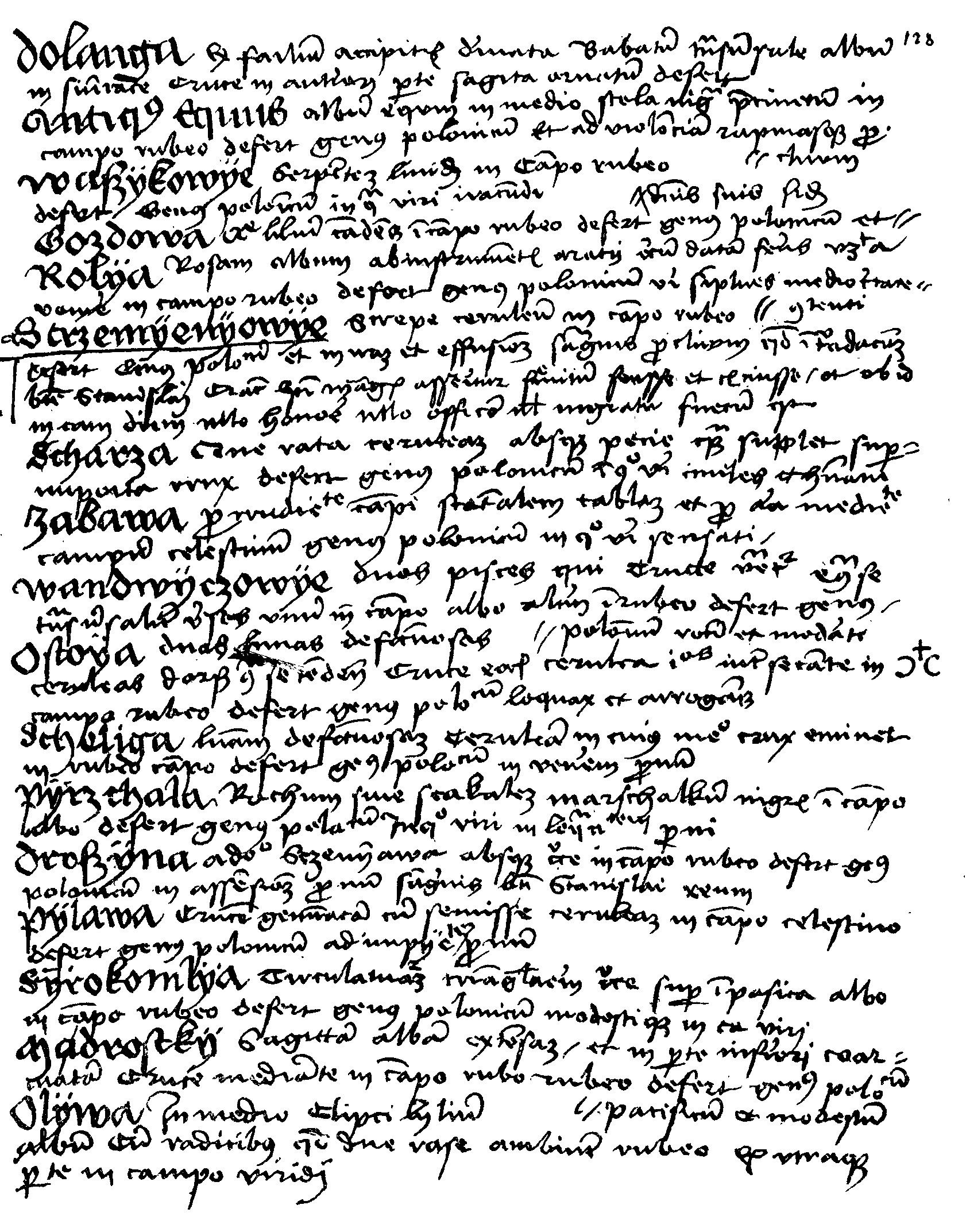
Herb Mądrostki w herbarzu Jana Długosza z lat 1464–1480 Insignia seu clenodia Regis et Regni Poloniae.

## Opis herbu
"W polu czerwnem – nad srebrnem uchem kotłowym albo zawiasą barkiem na dół – strzała srebrna z opierzeniem, w środku przekżyżowana. Nad hełmem w koronie trzy pióra strusie."

## Legenda herbowa
"Rycerz herbu Nowina, uniesiony gniewem, zabił swego brata strzałą z kuszy. Przez jakiś czas Nowina taił swą zbrodnię, ostatecznie jednak wyznał winę. Sędziowie, widząc szczerą skruchę, darowali mu życie, ale na znak pokuty kazali odjąć z herbu miecz, a w to miejsce wstawić strzałę i krzyż, jako symbol zabójstwa i żalu za grzech. "

## Najwcześniejsze wzmianki
Pierwsze źródło wymienia herb w roku 1302. Najwcześniejsze źródło heraldyczne wymieniające herb to datowane na lata 1464–1480 Insignia seu clenodia Regis et Regni Poloniae polskiego historyka Jana Długosza, który uznał go za rdzennie polski. Zapisuje on informacje o herbie wśród 71 najstarszych polskich herbów szlacheckich we fragmencie: "Mądrostky sagittam albam extensam et in parte inferiori coarcuatam, cruce mediante, in campo rubeo defert Genus Polonicum pacificum et modestum.".

## Herbowni
Bąbelski, Berdowski, Borzniewski, Borzniowski, Bydliński, Chobęcki, Galowski, Golecki, Gołecki,  Karaszkiewicz, Kruszyna, Lissowski, Małyszczycki, Mądrostka, Mądroszkiewicz, Wielkanocki, Wielkonocki, Wilczek.